# Trentepohlia (Mongoma) laetithorax
Trentepohlia (Mongoma) laetithorax is een tweevleugelige uit de familie steltmuggen (Limoniidae). De soort komt voor in het Oriëntaals gebied.